# Molinete (barrera de acceso)

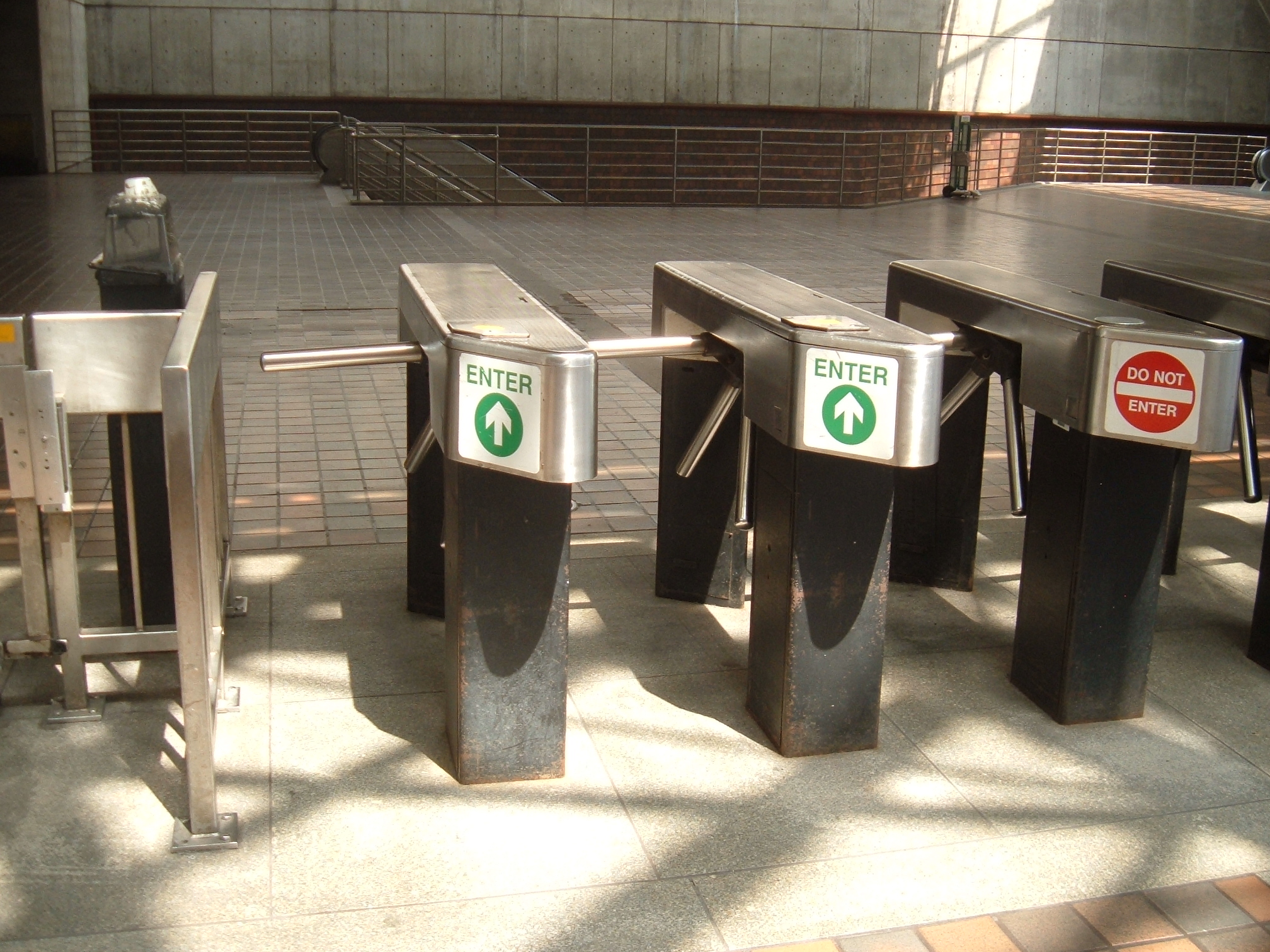
Molinetes de acceso a una estación del metro de Cambridge, Massachusetts, en Estados Unidos.

Se denomina molinete, torno o torniquete a una especie de barrera física que, tras verificar su autorización de forma manual, visual o mediante el circuito electrónico incorporado, permite o impide el acceso de una persona a un lugar determinado.

## Usos
Se usan en instalaciones deportivas (estadios deportivos, gimnasios, eventos deportivos), transporte (medios de transporte público, estaciones de transporte público), acceso a edificios públicos y privados (empresas, discotecas, pubs, etcétera, como herramienta de control de acceso de personas y como medio de pago), parques de atracciones, museos, cafeterías, exposiciones, estaciones de esquí, casinos y otros.

## Consideración de las diferencias individuales
El molinete no está diseñado para todo tipo de personas. Por ejemplo, las personas con sobrepeso o en sillas de ruedas tienen dificultades para usarlo. En estos casos, se puede proporcionar una amplia puerta de pasillo o una puerta manual.

## Historia
Los torniquetes se usaron originalmente para facilitar a los seres humanos el conteo de ovejas o ganado. El uso de torniquetes en la mayoría de las aplicaciones modernas se ha acreditado a Clarence Saunders, quien los incluyó en su primera tienda Piggly Wiggly. El primer uso importante de torniquetes en una instalación deportiva fue en el estadio Hampden Park, de Glasgow, Escocia.[cita requerida]
Los molinetes - torniquetes mecánicos- han sido gradualmente sustituidos por molinetes electrónicos con lectores de tarjetas o de huella dactilar. Este sistema de control de acceso involucra hardware y software, que identifican si la persona que desea entrar está autorizada para permitir acceso a alguna dependencia. Las primeras barreras electrónicas fueron desarrolladas por Omron, de Japón.[cita requerida]

## Características
Se compone de un cuerpo metálico, habitualmente de acero inoxidable, y los brazos que impiden el paso de la persona tienen forma de trípode (tres brazos a 120°), de modo tal que, al empujar uno de ellos, el brazo siguiente impide que pase otra persona. Por último, incluye también un mecanismo de control del giro y de conexión con los lectores. 

### Mecanismos digitales de acceso
- identificación de huella digital (biometría)
- carnet de identidad (cédula de identidad)
- tarjetas de código de barras
- tarjetas de banda magnética
- tarjetas de proximidad PRIMION DIGITEK
- tarjetas de proximidad HID
- tarjetas de proximidad INDALA
- teclado para ingresar número de usuario y contraseña.

## Tipos
Los hay mecánicos y eléctricos y con monedas, y pueden ser autónomos en cuanto a la validación de las personas o tener una conexión en Internet con un ordenador (PC) para la comprobación de la identidad de la persona en ese mismo instante.
Los hay de pasillo, con mueble de aproximadamente 120 cm de largo, y de pie, con unos 40 x 40 cm.

### Altura de la cintura o torniquetes de media altura
Este tipo de brazo fijo ha sido tradicionalmente el tipo más popular de molinete y hay muchas variaciones de este estilo disponibles. Una desventaja de este tipo es que la persona puede evadir, saltándolo, el molinete, como sucede comúnmente en algunos sistemas de transporte masivo.

### Óptico
Los torniquetes ópticos son una alternativa al molinete tradicional y se utilizan cada vez más en lugares en los que una barrera física se considera innecesario o antiestético. Los molinetes ópticos generalmente utilizan un haz de infrarrojos para contar los clientes y reconocer cualquier persona que intente entrar en un lugar sin un pase válido de entrada.

### Molinete de altura completa
Es una versión más grande del torniquete, comúnmente de 2 metros de altura, lo que elimina la posibilidad de que alguien salte por encima del molinete. Posee un funcionamiento similar a una puerta giratoria.
Hay dos tipos de torniquetes de altura completa: "entrada/salida" y "sólo salida". La diferencia entre ellos es que el primero puede girar en ambas direcciones, permitiendo así el tráfico de dos vías, mientras que "sólo de salida" puede girar únicamente en una dirección, lo que permite el tráfico de un solo sentido. Se utilizan, por ejemplo, en estaciones de transporte público, para que los pasajeros salgan del sistema sin interferir con los que entran.

## Galería

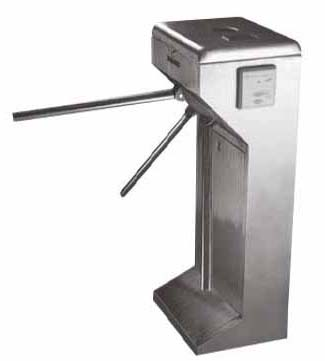
Torniquete T2 de pie
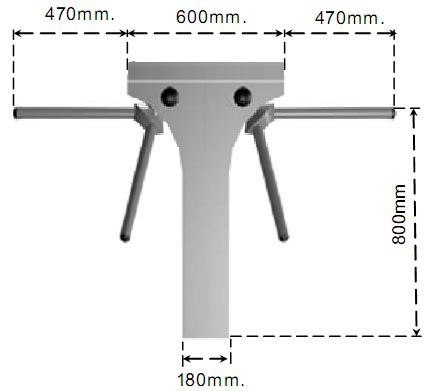
Torniquete T2 de pie doble
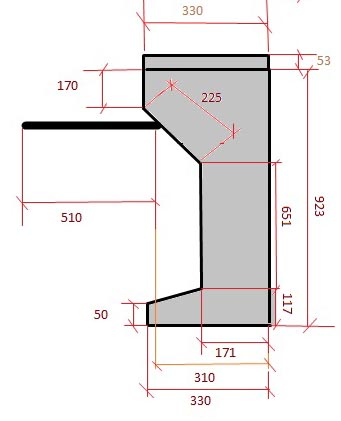
Medidas aproximadas de un torno de pie
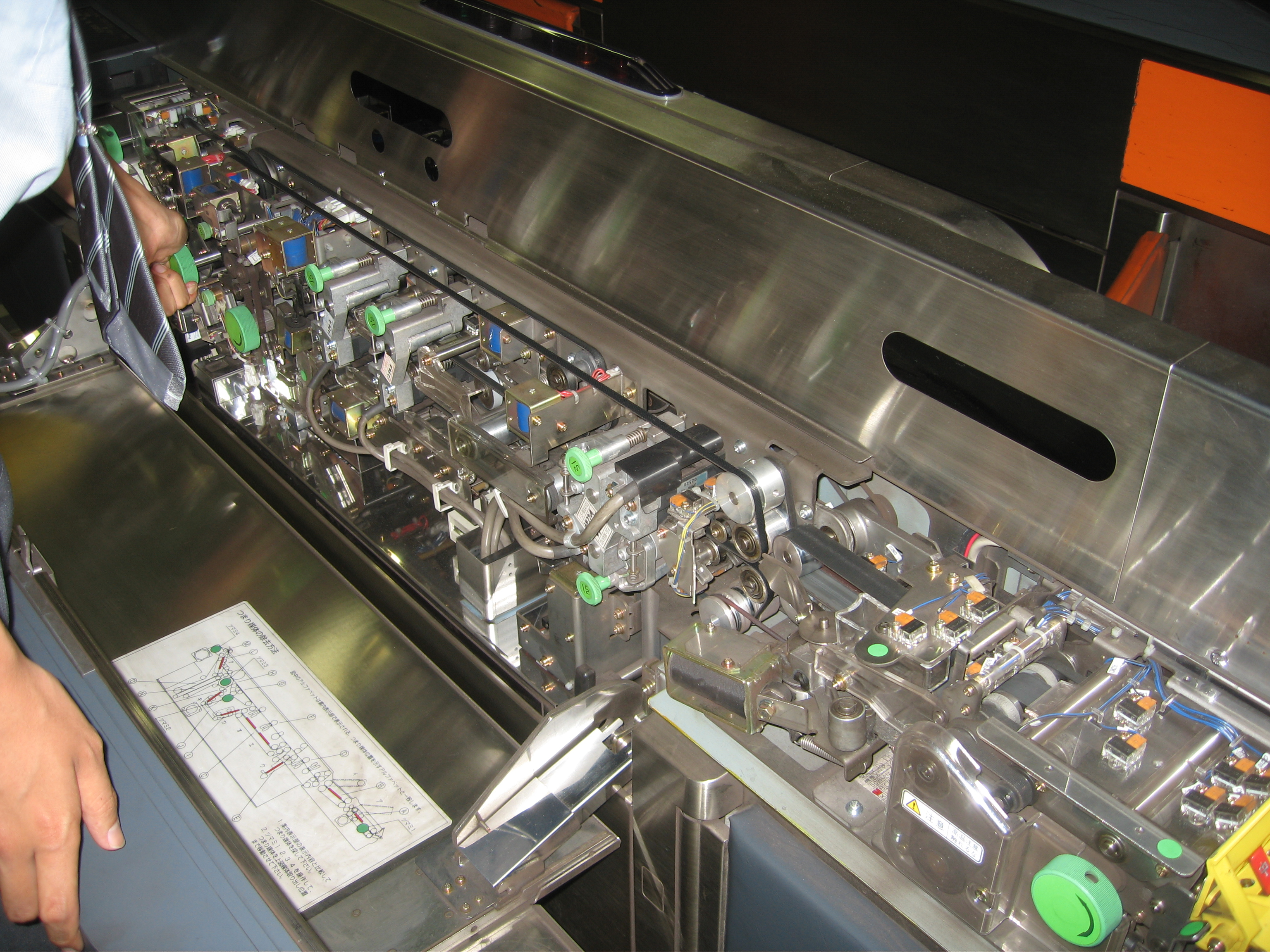
Mecanismo de un molinete, en Japón.
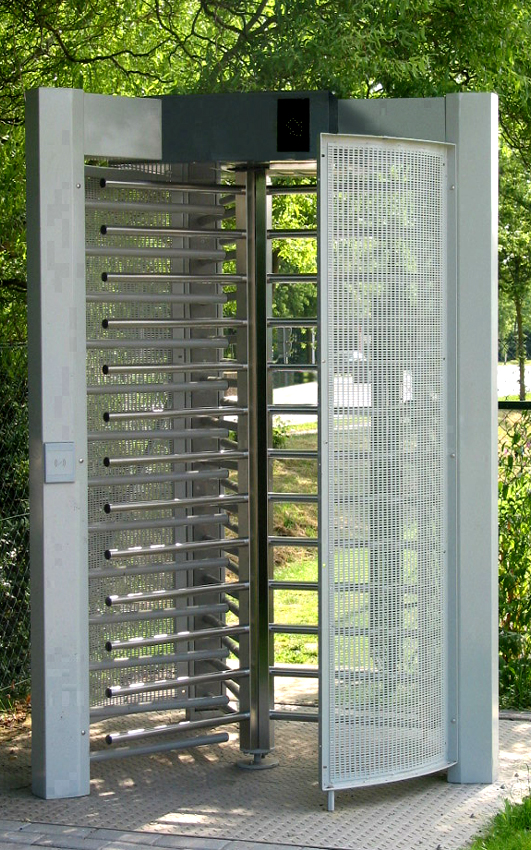
Molinete tipo puerta